# San Domenico di Varzo
San Domenico è una frazione di Varzo (provincia del Verbano-Cusio-Ossola), situata a 1410 m s.l.m., in Val Cairasca, una valle laterale della Val Divedro, in Ossola.

## Geografia fisica
La frazione sorge sul versante settentrionale della Val Cairasca, in una zona dove le pendici della vallata diventano via via più ripide a scendere verso il basso.

## Luoghi d'interesse
San Domenico è la base per le escursioni al Parco Naturale dell'Alpe Veglia e Devero situato a 1750 m s.l.m. nei pressi del confine con la Svizzera, e alla conca dell'Alpe Ciamporino, da dove si possono raggiungere il Pizzo Diei e il monte Cistella.

## Turismo
La piana dell'Alpe Ciamporino d'inverno è frequentata da sciatori che utilizzano gli impianti di San Domenico Ski, che raggiungono i 2500 metri di altitudine.. D'estate la stazione della seggiovia dell'Alpe rappresenta il punto di partenza uno degli accessi all'Alpe Veglia e consente di ridurre il dislivello da fare per raggiungerla.

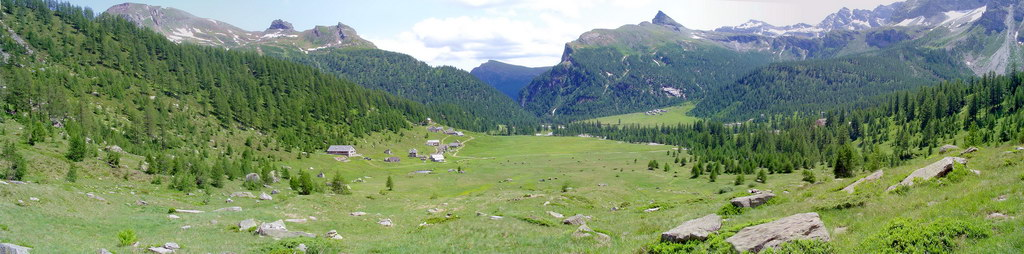
Panoramica dell'Alpe Veglia